# Haplohippus
Haplohippus texanus
Genre
Espèce
Haplohippus est un genre fossile d'équidés qui vivaient en Amérique du Nord au cours de l'Éocène de 42 à 38 millions d'années avant notre ère. Ce genre n'est représenté que par son espèce type, Haplohippus texanus.

## Description et répartition
Haplohippus est un petit cheval primitif assez semblable à Orohippus, tout en étant davantage primitif qu’Epihippus. Haplohippus a d'ailleurs cohabité avec ses deux autres chevaux primitifs et devait avoir un régime alimentaire identique ou du moins très similaire Ses fossiles ont été découverts aux États-Unis dans l’État du Texas d'où Haplohippus tire son nom spécifique texanus ainsi que dans l'Oregon où ses fossiles ont été découverts dans le John Day Fossil Beds National Monument dans le Nord-Est de l’État,.

## Systématique
Le nom valide complet (avec auteur) de ce taxon est Haplohippus McGrew (d), 1953,.

### Publication originale
- (en) Paul O. McGrew, « A new and primitive early Oligocene horse from Trans-Pecos Texas », Fieldiana: Geology, Chicago, Chicago Natural History Museum, vol. 10, no 15,‎ 19 juin 1953, p. 167-171 (ISSN 0096-2651 et 2162-4348, OCLC 3803502, LCCN 53002530, DOI 10.5962/BHL.TITLE.3485, lire en ligne).